# Втори учебен авиополк
Втори учебно-боен авиополк (2 убап) е бившо военно формирование на Военновъздушните сили на българската армия.

## История
Създаден е през 1955 г. и е базиран в Каменец. В полка се обучават за първи път летците от випуск 1955 г. на Военновъздушното училище в Долна Митрополия на самолетите Як 11, Як 17 и Як 23. Година по-късно в полка започва приучаване на самолети МиГ 15 и УМиГ 15. През 1963 г. са доставени и самолети МиГ 17. Четири години по-късно от личния състав на полка е създаден първи учебен авиополк в Щръклево, а в Каменец остават на въоръжение самолетите МиГ 17. През 80-те години 1 ескадрила от полка е въоръжена с МиГ 21 ПФМ/УМ (1984), а втора ескадрила чехословашки самолети L-39 ZA (1986). ОТ 1992 г. и първа ескадрила се превъоръжава със същите самолети. През есента на 1994 г. полка е преобразуван във дванадесета учебна авиобаза, част от Военновъздушното училище в Долна Митрополия.

## Командири
Званията са към датата на заемането на длъжността:
- подп. Сотир Борисов МЛАДЕНОВ (1955 – 1963 г.)
- майор Димитър Караджиков (1963 – 1966 г.)
- полк. Методи Иванов НАЧЕВ (1966 – 1970 г.)
- полк. Симеон Кунчев КУНЧЕВ (1970 – 1975 г.)
- подп. Велико Иванов ПЕНЧЕВ (1975 – 1978 г.)
- майор Златко Стоянов ЗЛАТКОВ (1978 – 1982 г.)
- майор Михо Михов (1982 – 1986 г.)
- подп. Атанас Евтимов ВАСИЛЕВ (1986 – 1990 г.)
- майор Пенко Андреев (1990 – 1995 г.) – след 1994 г. е командир на базата